# Incaeromene
Incaeromene és un gènere monotípic d'arnes de la família Crambidae descrit per David E. Gaskin el 1986. La seva única espècie, Incaeromene subuncusella, descrita en el mateix article, es troba a Perú.
L'envergadura és d'uns 15 mm. El nom del gènere es deriva de les paraules «inca» i de «eromene» (paraula del grec antic que significa amant).